# Gary Fleder
Gary Fleder (Norfolk, 19 dicembre 1962) è un regista e sceneggiatore statunitense.

## Biografia
Laureatosi alla Boston University e alla USC School of Cinematic Arts, inizia la carriera sul piccolo schermo nel 1992 dirigendo due episodi della serie televisiva I racconti della cripta. Riscuote una discreta notorietà qualche anno dopo, con Cosa fare a Denver quando sei morto (1995), a cui seguiranno Il collezionista (1997), Don't Say a Word (2001) e soprattutto La giuria (2003) (tratto dal best seller di John Grisham) dove dirige due star quali Dustin Hoffman e Gene Hackman che per la prima volta recitano insieme. Continua ad alternare la carriera tra tv e cinema, dedicandosi negli ultimi anni soprattutto a serie televisive: nel 2008 dirige un episodio di Life on Mars. 

## Filmografia parziale

### Cinema
- Cosa fare a Denver quando sei morto (Things to Do in Denver When You're Dead) (1995)
- Il collezionista (Kiss the Girls) (1997)
- Don't Say a Word (2001)
- Impostor (2002)
- La giuria (Runaway Jury) (2003)
- The Express (2008)
- Homefront (2013)

### Televisione
- I racconti della cripta – serie TV (1992-1993)
- The Shield – serie TV (2002)
- Blind Justice - Gli occhi della legge (Blind Justice) – serie TV (2005)
- October Road – serie TV (2007)
- Life on Mars – serie TV (2008)